# Phaonia subscutellata
Phaonia subscutellata är en tvåvingeart som beskrevs av Xue 1991. Phaonia subscutellata ingår i släktet Phaonia och familjen husflugor.
Artens utbredningsområde är Jilin (Kina). Inga underarter finns listade i Catalogue of Life.